# Dryobates nuttallii
Dryobates nuttallii е вид птица от семейство Picidae.

## Разпространение
Видът е разпространен в Мексико и САЩ.